# Jadwiga Bay-Wacińska

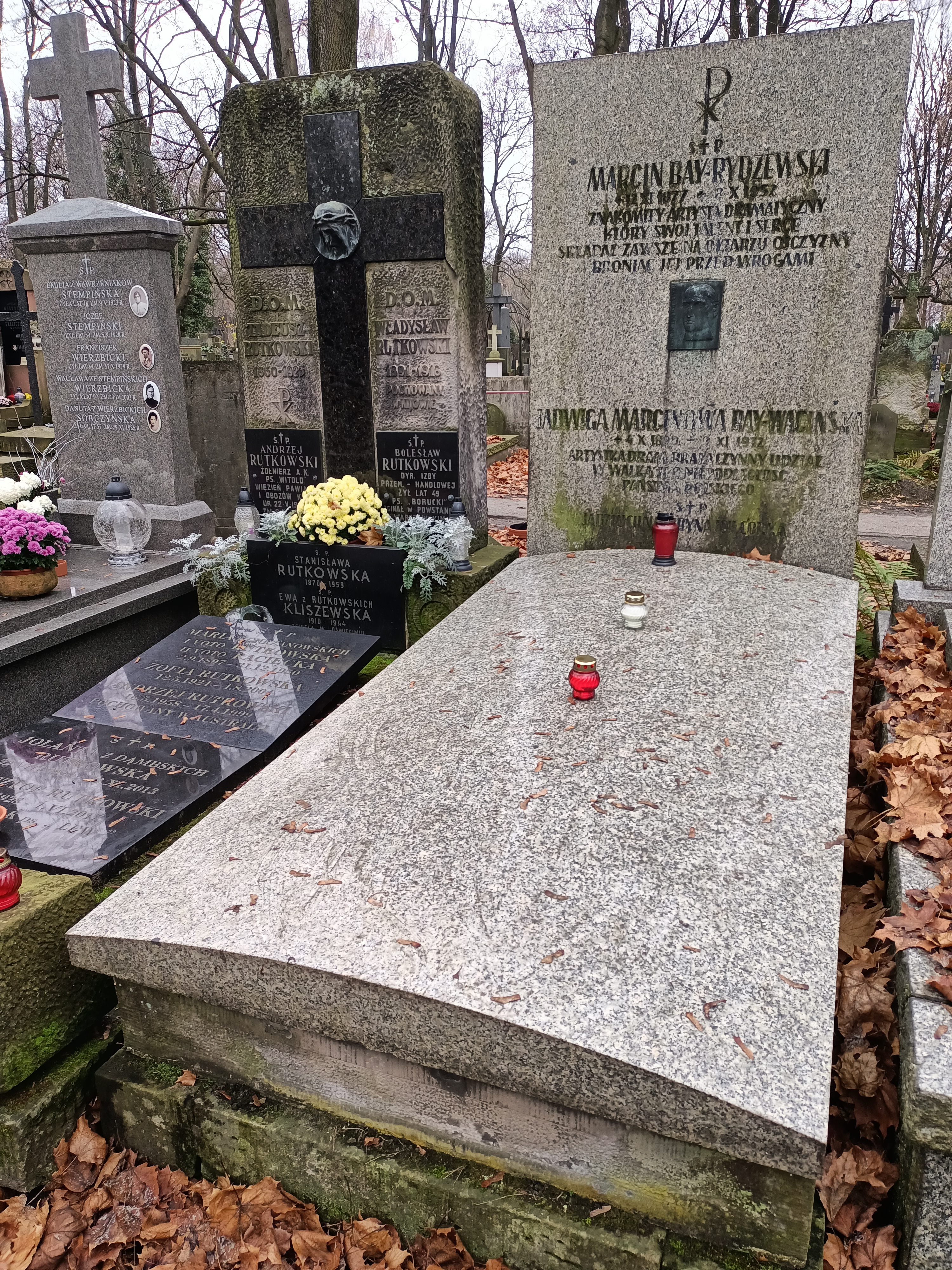
Nagrobek Jadwigi Bay-Wacińskiej na cmentarzu Powązkowskim w Warszawie

Jadwiga Bay-Wacińska (ur. 3 października 1890 w Warszawie, zm. 9 listopada 1972 w Pruszkowie) – polska aktorka teatralna.

## Życiorys
Ukończyła Klasę Dramatyczną przy Warszawskim Towarzystwie Muzycznym (1912). Na scenie debiutowała w Teatrze Polskim w Wilnie (sezon 1912/1913). Przez kolejne lata, aż do 1916 roku była członkinią zespołu objazdowego Bronisława Oranowskiego, z którym występowała m.in. w Suwałkach, Kownie, Mińsku, Grodnie, Białymstoku oraz Kaliszu. Ponadto w sezonie 1913/1914 występowała w Teatrze Miejskim w Krakowie.
Lata 1918-1919 spędziła w Łodzi, grając we tamtejszym Teatrze Polskim. Wówczas wyszła za mąż za Marcina Bay-Rydzewskiego, pozostając jednak przy nazwisku panieńskim. W kolejnych latach występowała we Lwowie (do 1923) Warszawie (Teatr im. A. Fredry 1923-1924, Teatr Stańczyk 1924, 1924) oraz w zespołach prowincjonalnych. W 1936 roku zagrała w przedstawieniu teatru Reduta, a w latach 1938-1939 występowała dorywczo w warszawskim Teatrze Polskim.
Podczas II wojny światowej porzuciła aktorstwo i zaangażowała się w pomoc wysiedleńcom. Po zakończeniu walk była członkinią zespołu Miejskich Teatrów Dramatycznych w Warszawie (1945-1949), a następnie grała w Miejskich Teatrach Dramatycznych w Częstochowie (1949-1950). Następnie, od 1952 roku występowała w audycjach Teatru Polskiego Radia. W 1957 roku przeszła na emeryturę, okazyjnie występując jeszcze na scenie (m.in. w Teatrze Klasycznym w Warszawie, 1958-1959). W 1968 roku wystąpiła w przedstawieniu Teatru Telewizji.
Została pochowana na Cmentarzu Powązkowskim w Warszawie.